# 店長松本
店長松本（てんちょうまつもと、1973年4月13日 - ）は、日本の俳優。

## 出演

### テレビドラマ
日本テレビ
- 明日、ママがいない 第1話（2014年） - ラーメン屋 加藤一郎 役
- ワイルド・ヒーローズ（2015年） - 塩谷 役 レギュラー出演
- ダマシバナシ 第1・2話（2015年）
- そして、誰もいなくなった（2016年） - 公安警察 舟木勇太 役 レギュラー出演
- 地味にスゴイ! 校閲ガール・河野悦子（2016年） - 北川 役 レギュラー出演

テレビ東京
- マルホの女〜保険犯罪調査員〜 第4話（2014年） - 麻薬密売人 黒田正重 役

フジテレビ
- 金曜プレステージ 悪女たちのメス 第1弾（2011年）

NHK
- お父さんは二度死ぬ（2013年、BSプレミアム） - 水野 役

### 映画
- ふるべのかむわざ - 矢野 役
- アフロ田中（2012年）
- 第3回沖縄国際映画祭 「幸運の壺 Good Fortune」

### 配信ドラマ
Hulu
- 君と世界が終わる日に Season3（2022年） - 長谷川洋 役

### Vシネマ
- 実録 九州やくざ戦争 誠への道
- 実録 広島極道抗争 佐々木哲夫の生涯